# هاوارد گوردون
هاوارد گوردون (به انگلیسی: Howard Gordon) (زاده ۳۱ مارس ۱۹۶۱) فیلم‌نامه‌نویس و تهیه‌کننده آمریکایی است.
وی تهیه کننده دو سریال پربیننده تلویزیونی به نام‌های ۲۴ و میهن است.